# Bieleboh
Bieleboh (hornolužickosrbsky Běłobóh) je 497 m vysoký vrch v německé části Šluknovské pahorkatiny. Na vrcholu stojí 21 m vysoká rozhledna.

## Název
Jméno Bieleboh je významově podobné se sousední horou Czorneboh. Oba názvy pocházejí z hornolužické srbštiny a znamenají Černý bůh (Čorny Bóh) a Bílý bůh (Běły Bóh). Pojmenování odkazuje patrně na předkřesťanskou mytologii, pro kterou však nejsou dostupné spolehlivé písemné prameny. Možným výkladem jsou protiklady Černého a Bílého boha nebo ztotožnění se slovanským bohem Svantovítem. Označení Bieleboh, stejně jako Czorneboh, se objevuje až v novověku a je tak patrně uměle vytvořené. Roku 1746 je hora uváděna jako Hoher Wald (Vysoký les). Ve vojenských mapách z období let 1780 až 1806 byla hora označena jako Pilobogg a Beyersdorferberg. Německý archeolog Karl Benjamin Preusker nakreslil v roce 1841 kamenný útvar na vrcholu a nazval jej Bielybog-Altar. Pro vrch se také používalo označení Kaspers Berg, a to podle někdejšího beiersdorfského statkáře vlastnícího zde pozemky. V roce 1936 byla hora v rámci germanizace lužickosrbských místních názvů národními socialisty dočasně přejmenována na Huhberg a po roce 1945 dostala své jméno zpět.

## Přírodní poměry
Vrchol kopce leží v Horní Lužici na území obce Beiersdorf v zemském okrese Zhořelec, severní část náleží k obci Cunewalde v zemském okrese Budyšín. Podloží tvoří dvojslídý granodiorit, na jižním úpatí je pak okrajově zastoupen lužický granodiorit. Převažujícími půdními typy jsou podzolová kambizem a parakambizem až pseudoglej, při vodních tocích se nachází glej až koluvizem. Celý vrch náleží k povodí Sprévy a k úmoří Severního moře. Vrch je zalesněný převážně jehličnatým lesem s hlavním zastoupením smrku ztepilého (Picea abies). Vrch leží v chráněné krajinné oblasti Oberlausitzer Bergland.

## Historie
Po roce 1830 byly na vrchu pořádány střelecké slavnosti. V roce 1882 založený Horský spolek Horní údolí Sprévy z Neusalzy začal budovat na vrcholu altán, ale z plánů sešlo. Téhož roku začala výstavba 12 metrů vysoké rozhledny, která byla slavnostně otevřena 6. května 1883. Do stavby 2. července 1910 uhodil blesk a ta následně vyhořela. Spolek Bieleboh uspořádal sbírku na výstavbu nové, 16 metrů vysoké rozhledny, která byla dokončena ještě téhož roku. V roce 1994 musela být rozhledna uzavřena pro její celkovou zchátralost. Roku 1998 prošla celkovou rekonstrukcí, během které byla výška věže navýšena o 5 m kvůli lepšímu výhledu.
Podle výzkumu z roku 2007 umožňuje kamenný útvar na vrcholu zvaný Bielebožský oltář určit při východu slunce jarní a podzimní rovnodennost.

## Turistika
Rozhledna umožňuje široký panoramatický výhled na Šluknovskou pahorkatinu, ale také na blízké Lužické hory. Dobře jsou viditelné blízké vrchy Czorneboh, Kottmar, Löbauer Berg a Oberoderwitzer Spitzberg. V pozadí jsou na jihovýchodě až východě viditelné Jizerské hory a Krkonoše a na západě Krušné hory. Bieleboh spojují se sousedními vrcholy modrá a červená turistická trasa, k vrcholu dále vedou žlutá a zelená trasa. 

## Galerie

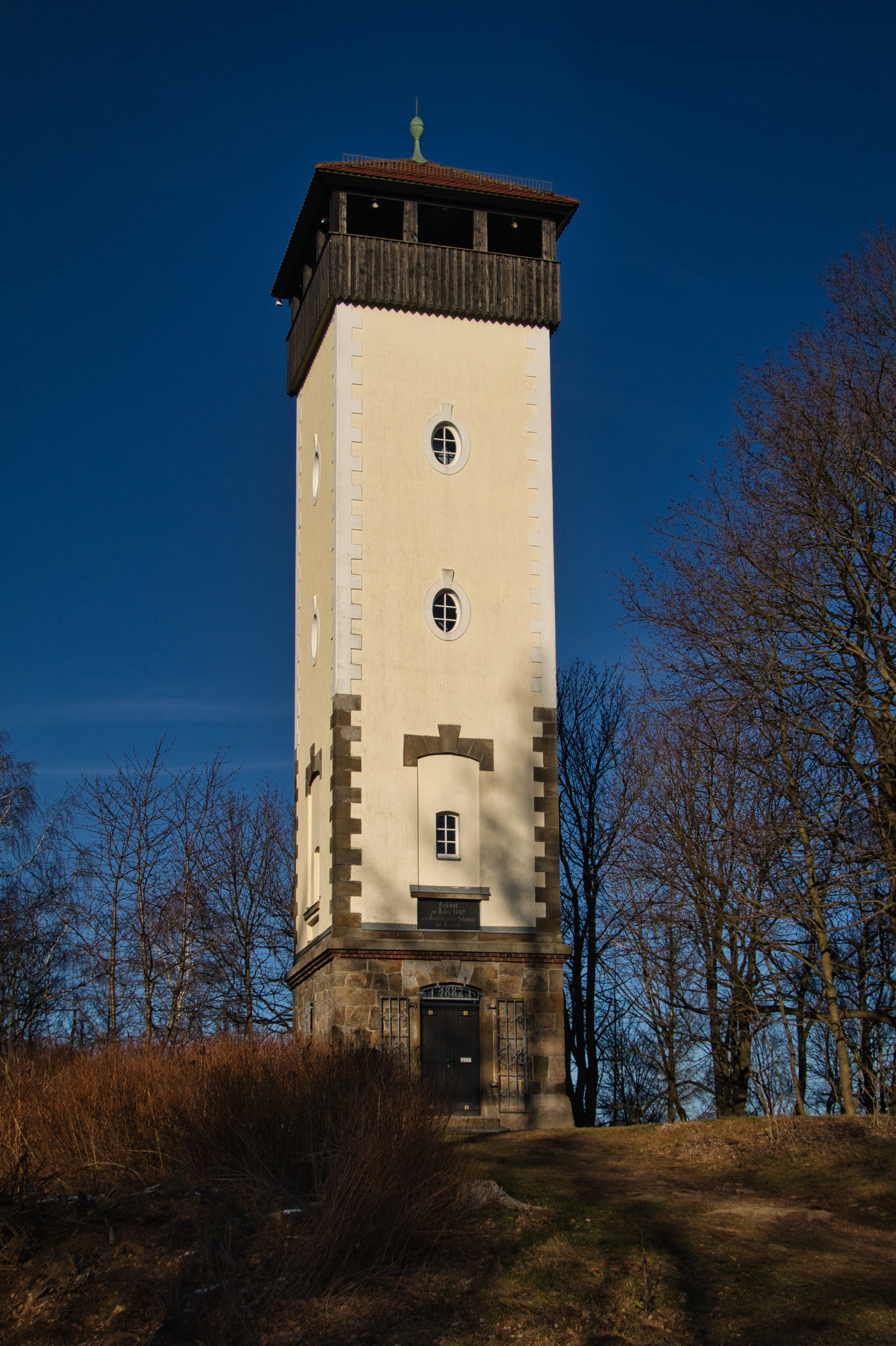
Rozhledna
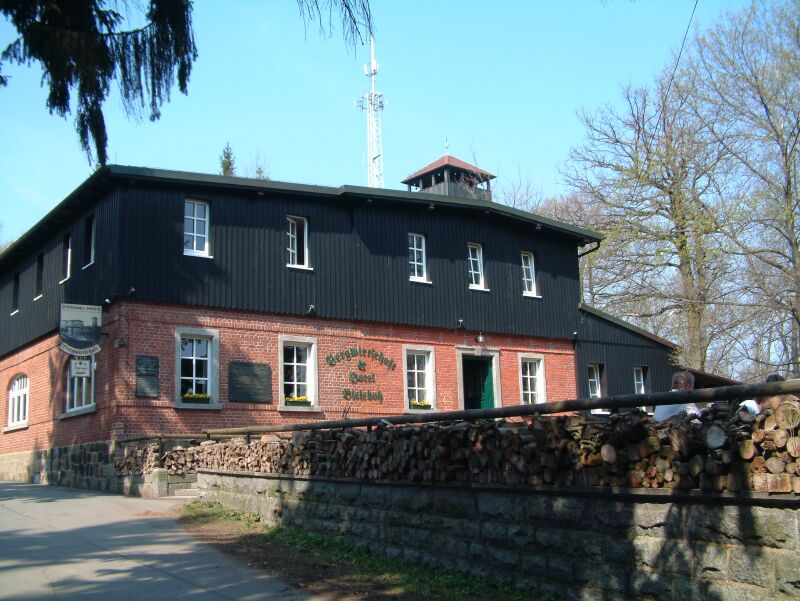
Restaurace
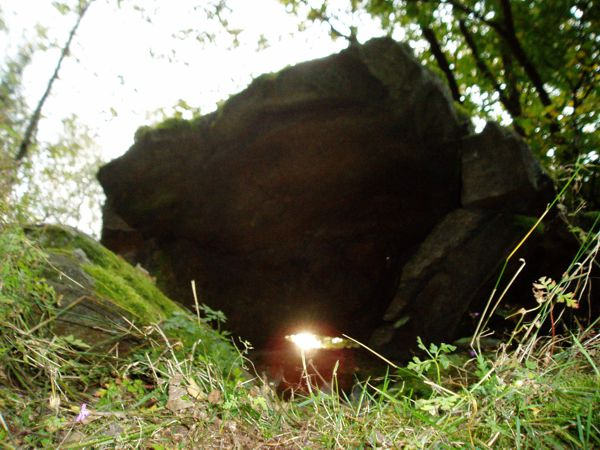
Bielebožský oltář